# Grand Prix de Denain 1985
Il Grand Prix de Denain 1985, ventisettesima edizione della corsa, si svolse il 11 aprile su un percorso con partenza e arrivo a Denain. Fu vinto dal belga Patrick Versluys della Hitachi-Splendor-Sunair davanti ai francesi Jean-Louis Gauthier e  Pierre Le Bigaut.

## Ordine d'arrivo (Top 10)
| Pos. | Corridore           | Squadra                 | Tempo |
| ---- | ------------------- | ----------------------- | ----- |
| 1    | Patrick Versluys    | Hitachi-Splendor-Sunair |       |
| 2    | Jean-Louis Gauthier | La Redoute              |       |
| 3    | Pierre Le Bigaut    | La Redoute              |       |
| 4    | Johan Delathouwer   | Verandalux-Dries        |       |
| 5    | Yvan Lamote         | Hitachi-Splendor-Sunair |       |
| 6    | Johnny De Nul       |                         |       |
| 7    | Pol Verschuere      | Fagor                   |       |
| 8    | Thierry Barrault    | La Redoute              |       |
| 9    | Hubert Linard       | Peugeot-Shell-Michelin  |       |
| 10   | Dirk Demol          | Verandalux-Dries        |       |